# Нойштадт-ам-Рюбенберге
Нойштадт-ам-Рюбенберге (нім. Neustadt am Rübenberge) — місто в Німеччині, розташоване в землі Нижня Саксонія. Входить до складу району Ганновер.
Площа — 357 км2. Населення становить 44 796 ос. (станом на 31 грудня 2021).